# 郭維寧 (嘉靖進士)
郭維寧（1504年—？），字公懷，直隸鎮朔衛軍籍山西太平縣（今屬襄汾縣）人，明朝政治人物。

## 生平
順天府鄉試第十七名。嘉靖二十年（1541年）辛丑科三甲第一百二十一名進士。官戶部主事。

## 家族
曾祖郭思讓；祖父郭鰲；父郭全。前母李氏；母楊氏。具庆下。兄郭鏞。